# Westermannia leucogonia
Westermannia leucogonia är en fjärilsart som beskrevs av George Francis Hampson 1905. Westermannia leucogonia ingår i släktet Westermannia och familjen trågspinnare. Inga underarter finns listade i Catalogue of Life.